# Богдановка (Шосткинский район)
Богда́новка (укр. Богданівка) — село,
Богдановский сельский совет,
Шосткинский район,
Сумская область,
Украина.
Код КОАТУУ — 5925380401. Население по переписи 2001 года составляло 908 человек.
Является административным центром Богдановского сельского совета, в который, кроме того, входят сёла
Пироговка и
Купрашин.

## Географическое положение
Село Богдановка находится на левом берегу реки Шостка,
выше по течению на расстоянии в 1,5 км расположено село Богданка,
ниже по течению на расстоянии в 0,5 км расположено село Пироговка.
Рядом проходят автомобильная дорога Т-2502 (Р-65) и
железная дорога, станция Богдановка в 1 км.

## История

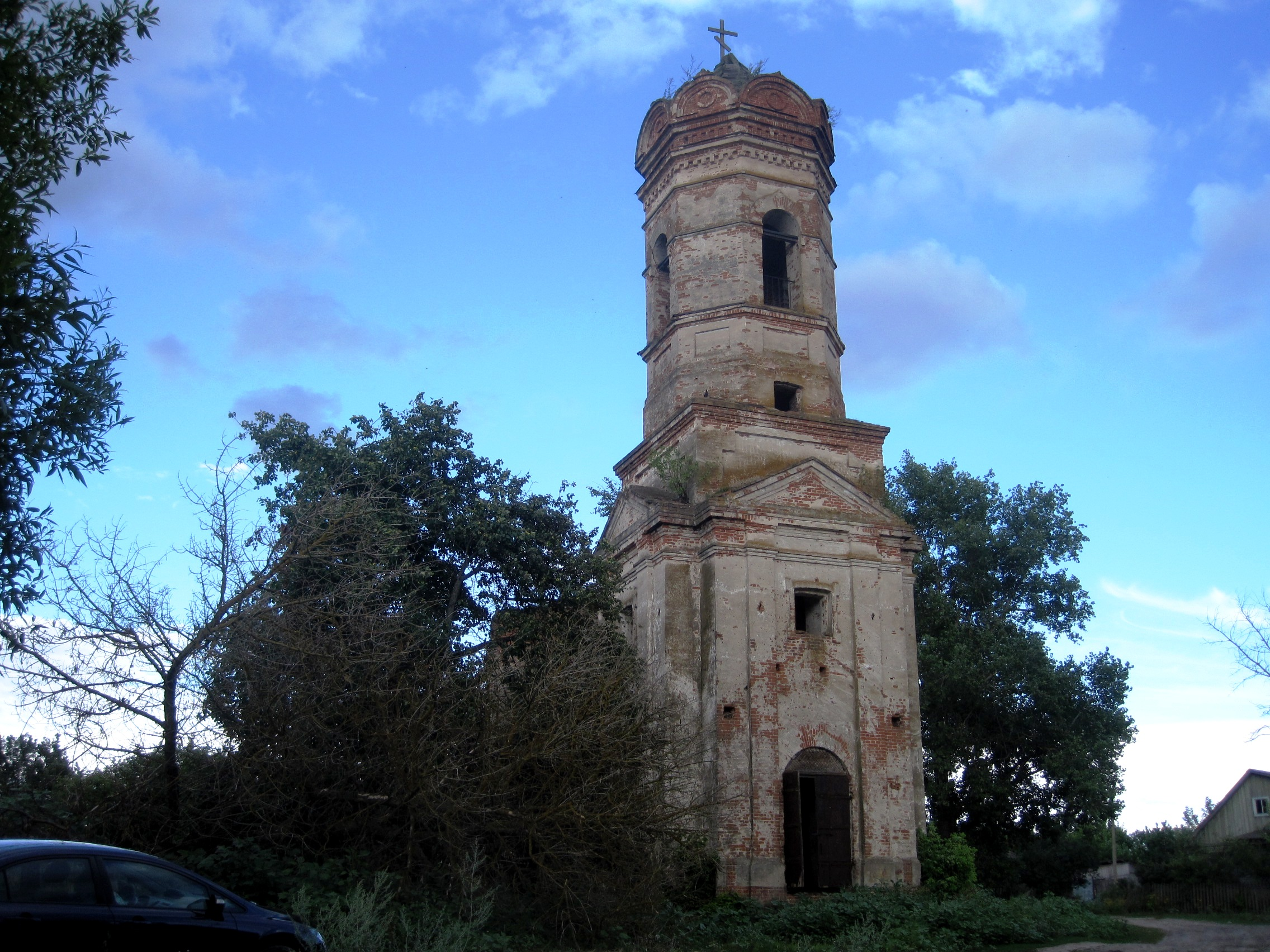
Церковь

- Село Богдановка основано в середине XVII века.
- К северо-западу от села Богдановка обнаружено поселение бронзового века.

## Экономика
- «Урожай», ЧП.

## Объекты социальной сферы
- Школа.

## Известные люди
Тур Микола Михайлович, у 1972 р. - старшина роти забезпечення в/ч 2420 Середньоазійського прикордонного округу у м. Мари,  Туркменська РСР. 
Після демобілізації деякий час працював головою сільради у рідному селі.
- Великоконь, Григорий Иванович — Герой Советского Союза, родился в Богдановке.
- Ушинский Константин Дмитриевич (1824—1871) — российский педагог, основоположник научной педагогики в России, жил и работал в селе Богдановка.

## Религия
- Храм Рождества Пресвятой Богородицы.